# Парламентские выборы в Туркменистане (1999)
Парламентские выборы в Туркменистане прошли 12 декабря 1999 года. Абсолютно все места в парламенте заняла единственная легальная партия страны — Демократическая партия Туркменистана. За места в Меджлисе боролись 104 кандидата. Явка избирателей составила 99,59 %.

## Результаты
| Партия                               | Голосов   | %   | Мест |
| ------------------------------------ | --------- | --- | ---- |
| Демократическая партия Туркменистана |           |     | 50   |
| Независимые                          |           |     | 0    |
| Недействительные бюллетени           |           | -   |      |
| Всего                                | 2 224 537 | 100 | 50   |
| Источник:                            |           |     |      |